# Hůrka (vojenský újezd Hradiště)
Hůrka (německy Horkau) je zaniklá vesnice ve vojenském újezdu Hradiště v okrese Karlovy Vary. Stála v Doupovských horách asi tři kilometry jihovýchodně od Kotviny v nadmořské výšce okolo 580 metrů.

## Název
Název vesnice je odvozen ze staročeského slova hórka, tj. malá hora. V historických pramenech se objevuje ve tvarech: Huorka (1460), in Huorcze (1488), Harka (1631), Horka (1654), Harkau (1655), Harkau, Horkau nebo Hurka (1787) a Hůrka nebo Harkau (1854).

## Historie
První písemná zmínka o Hůrce pochází z roku 1400. Podruhé byla vesnice zmíněna v roce 1443 a roku 1460 byla uvedena v soupisu panství hradu Egerberk. Z šestnáctého století se o vsi nedochovaly žádné zprávy a teprve roku 1631 se znovu objevila v pozemkové knize vsi Ostré, která tehdy patřila ke kláštereckému panství. Po třicetileté válce Hůrka byla podle berní ruly z roku 1654 v dobrém stavu. Žili v ní čtyři sedláci, dva chalupníci a tři poddaní bez pozemků. Provozovali zemědělství pro vlastní potřebu, ale hlavním zdrojem obživy býval chov dobytka a práce v okolních lesích.
Počet domů v Hůrce vzrostl mezi lety 1787 a 1846 z devatenácti na 21 se 102 obyvateli. V první čtvrtině dvacátého století ve vsi provozovali řemeslo švec a kovář, ale k dispozici nebyly žádné další služby. Vesnice patřila k radnické farnosti (ve vsi bývala kaple svaté Matky Boží) a do Radnice chodily také děti do školy.
Roku 1850 se Hůrka stala obcí, až už v roce 1868 byla osadou Radnice. Vesnice zanikla vysídlením v důsledku zřízení vojenského újezdu. Úředně byla zrušena k 15. květnu 1954.

## Přírodní poměry
Hůrka stávala v katastrálním území Žďár u Hradiště v okrese Karlovy Vary, asi tři kilometry jihovýchodně od Kotviny. Nacházela se v nadmořské výšce okolo 580 metrů na jihovýchodním úbočí vrchu Tok (720 metrů). Oblast leží v severní části Doupovských hor, konkrétně v jejich okrsku Jehličenská hornatina. Půdní pokryv tvoří v širším okolí kambizem eutrofní. Východně od míst, kde vesnice stávala, protéká Donínský potok.
V rámci Quittovy klasifikace podnebí Hůrka stála v mírně teplé oblasti MT3, pro kterou jsou typické průměrné teploty −3 až −4 °C v lednu a 16–17 °C v červenci. Roční úhrn srážek dosahuje 600–750 milimetrů, počet letních dnů je 20–30, počet mrazových dnů se pohybuje od 130 do 160 a sněhová pokrývka zde leží 60–100 dnů v roce.

## Obyvatelstvo
Při sčítání lidu v roce 1921 zde žilo 98 obyvatel (z toho 54 mužů) německé národnosti a římskokatolického vyznání. Podle sčítání lidu z roku 1930 měla vesnice 107 obyvatel, kteří byli kromě jednoho cizince německé národnosti. S výjimkou jednoho evangelíka se hlásili k římskokatolické církvi.
|           | 1869 | 1880 | 1890 | 1900 | 1910 | 1921 | 1930 | 1950 |
| --------- | ---- | ---- | ---- | ---- | ---- | ---- | ---- | ---- |
| Obyvatelé | 107  | 113  | 110  | 108  | 106  | 98   | 107  | 26   |
| Domy      | 23   | 21   | 24   | 21   | 23   | 20   | 20   | 15   |